# Antárctica FC
Antárctica FC was een Braziliaanse voetbalclub uit de stad São Paulo.

## Geschiedenis
De club werd in 1915 opgericht en werd vernoemd naar de gelijknamige brouwerij die het bier Antarctica op de markt brengt. In 1926 vond er een splitsing plaats in het voetbal in de staat São Paulo, er kwam een prof- en een amateurcompetitie. Antárctica ging in de hoogste klasse van de amateurcompetitie spelen en eindigde in het eerste seizoen op een respectabele derde plaats. De volgende jaren eindigde de club minder goed. Nadat de amateurcompetitie in 1929 afgeschaft was, ging de club in de tweede klasse spelen. In 1933 fuseerde de club met Internacional tot CA Paulista.